# クロヅル

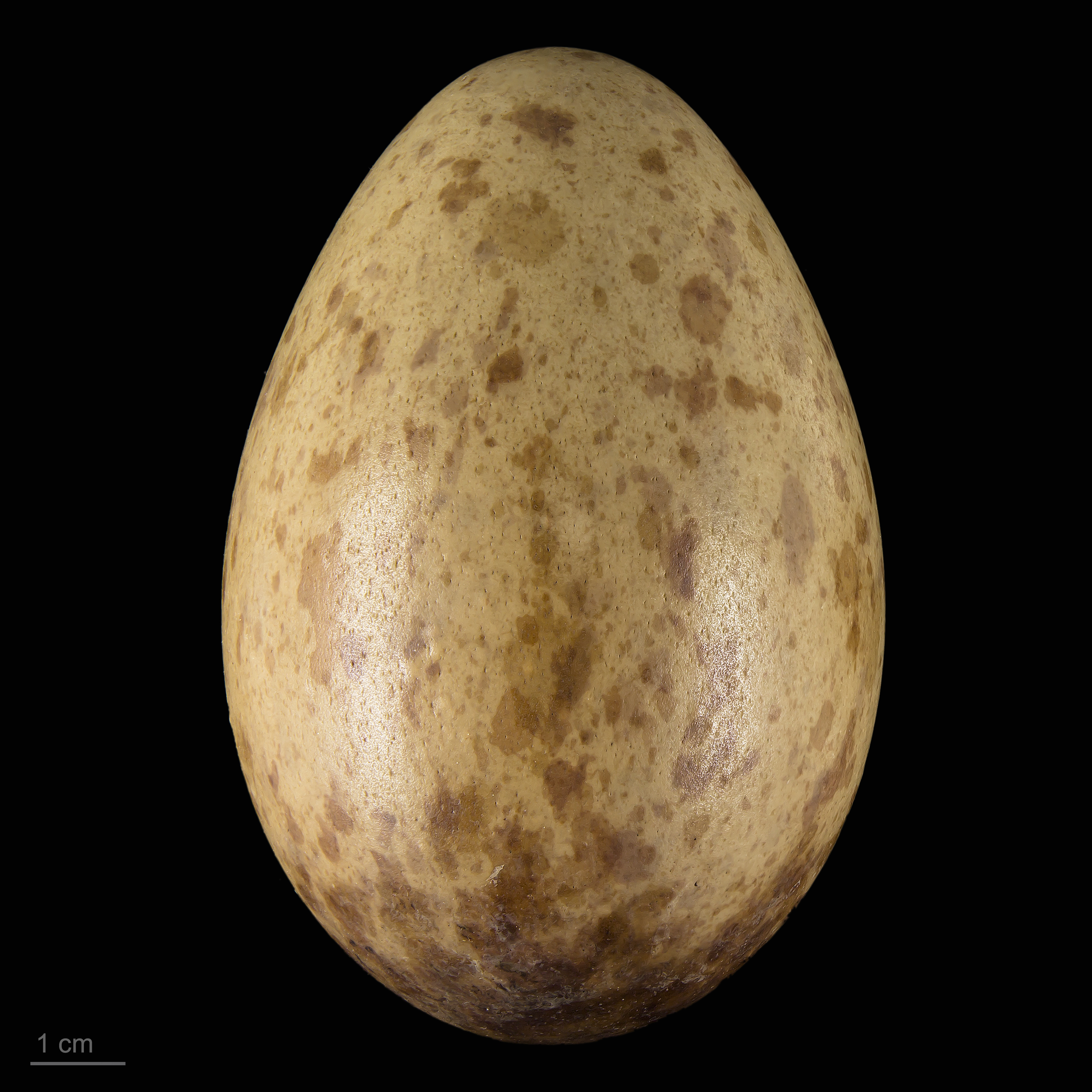
Grus grus

クロヅル（黒鶴、Grus grus）は、ツル目ツル科ツル属に分類される鳥類。学名の grus はラテン語で「ツル」という意味である。

## 分布
ヨーロッパ北部のスカンジナビア半島からシベリア東部のコリマ川周辺にいたるユーラシア大陸で繁殖し、ヨーロッパ南部、アフリカ大陸北東部、インド北部、中国などで越冬する。
日本には、毎冬少数が鹿児島県の出水ツル渡来地に渡来するが、その他の地区ではまれである。過去、鹿児島県のほかには、北海道、茨城県、静岡県、山口県、徳島県、沖縄県本島、および埼玉県、兵庫県、鳥取県、島根県、新潟県佐渡、香川県、福岡県、長崎県、熊本県、それに奄美大島での記録がある。

## 亜種
- Grus grus grus （Linnaeus, 1758） 基亜種、ヨーロッパクロヅル[7]

ヨーロッパ北部からウラル山脈以西で繁殖し、ヨーロッパ南部、アフリカ北部で越冬する。
- Grus grus lilfordi （Sharpe, 1894[6]） 亜種、クロヅル（アジアクロヅル）[7]

トルコおよびウラル山脈以東の、シベリア西部、新疆ウイグル自治区、モンゴルなどで繁殖し、冬季になるとベトナム、インド、朝鮮半島 、日本（出水地方）などへ渡り越冬する。

## 形態
全長110-125センチメートル、翼開長180-200センチメートル。翼長55-63cm、跗蹠長21-29.5cm。雄5.1-6.1kg、雌4.5-5.9kg。ナベヅルよりやや大きい。雌雄同色。成鳥の頭頂は赤く裸出し、まばらに黒く細い毛状の羽毛が生える。後頭から眼先、喉から頸部前面の羽衣は黒く、頭部の眼の後方から頸部側面にかけては白い。胴体の羽衣は淡灰褐色または灰黒色。和名は全体的に黒っぽいことに由来するが、亜種においては、ヨーロッパクロヅルのほうがクロヅル（アジアクロヅル）より濃い色をしている。三列風切が長く房状であり、静止時には尾羽が三列風切で覆われる。初列風切や次列風切は黒く、三列風切は灰色で先端が黒い。飛翔時には黒い風切羽と淡色の雨覆との差は、マナヅルや、カナダヅル、アネハヅルと同様に明瞭である。
虹彩は赤または橙色から黄色。嘴は淡黄色または黄褐色。足は黒または黒褐色。
幼鳥は全体として淡灰褐色で、頭頂の赤色がなく、頭部と頸部の白色と黒色も不明瞭である。

## 生態
湿原、湖沼、河川、草原、農耕地などに生息する。
食性は雑食で、植物の茎、芽、昆虫、爬虫類、鳥類の卵や雛、ドジョウやザリガニなどを食べる。
湿原の地面または浅瀬に草や茎を積んだ直径約1ｍの巣を、雌雄で作り、2個の卵を産む。卵は灰褐色の地に褐色の斑点があり、大きさは約9×6cm（8.8-10.9cm×5.65-6.7cm）。雌雄交代で抱卵し、抱卵期間は28-31日。幼鳥はおよそ10週で飛翔できる。
日本では繁殖しないが、自然状態でナベヅルと交雑することもあり、そのようにして生まれた交雑個体は通称ナベクロヅルと呼ばれている。ナベクロヅルの雄とナベヅルの雌とのつがいが幼鳥とともに、鹿児島県の出水平野に近年渡来している。

## 人間との関係
以前はイギリスも含めたヨーロッパ全域で繁殖していたが、開発による生息地の破壊などによりエルベ川以西の西ヨーロッパの繁殖地は壊滅している。
情報不足（DD）（環境省レッドリスト）